# Concessionaria di pubblicità
Una concessionaria di pubblicità è un'impresa di servizi che si occupa di vendere gli spazi o i tempi pubblicitari per conto del titolare di quegli spazi e tempi (case editrici, comuni, emittenti radiofoniche e televisive, sale cinematografiche, ed altro).
Il rapporto tra la concessionaria e il soggetto titolare degli spazi pubblicitari può essere di due tipi:  la concessionaria è di proprietà del soggetto titolare (editore) o business-to-business (indipendente dall'editore).

## Storia
Le concessionarie nacquero nell'Ottocento, erano chiamate régies in francese e agencies in inglese.
Inizialmente si trattava di ditte individuali e generalmente al servizio di singoli editori, ma a metà Ottocento alcuni di questi agenti concessionari avevano accumulato gli incarichi e gestivano gli spazi pubblicitari di più editori. Esemplare in questo senso è il caso di Volney B. Palmer.
Nel 1845 furono fondate in Francia tre agenzie per la vendita di spazi pubblicitari su tutto il territorio nazionale: la Panis, la Havas e la Lafitte. Di queste la Havas divenne la più importante, assorbendo la Lafitte nel 1858. Nello stesso 1858 venne costituita ad Amburgo la Haasenstein & Vogler. Nacquero come venditrici di spazi pubblicitari sui giornali anche le prime agenzie pubblicitarie americane, come la J. Walter Thompson e la N. W. Ayer & Son. 
Le concessionarie venivano a colmare le carenze organizzative e finanziarie degli editori. Questi, infatti, erano costituiti da piccole strutture che non avevano il tempo e la cultura per cercare né gli inserzionisti, né i finanziatori. Perciò le concessionarie erano le intermediarie fra editori e inserzionisti. Esse, tuttavia, andavano oltre e utilizzando gli strumenti degli anticipi e dei minimi garantiti diventavano di fatto le finanziatrici dei giornali. Questo significava anche che potevano imporre la linea politica agli stessi, e in questo senso diventavano le mediatrici fra la stampa e il potere politico.
Per quanto riguardava il rapporto con gli inserzionisti, le concessionarie di quest'epoca svolgevano l'intera attività di intermediazione fra l'editore e il cliente. Perciò, se il cliente non aveva già l'annuncio preparato, la concessionaria aveva interesse a fornirglielo lei, pur di non perdere la commessa. Ciò era ancora più vero per i clienti che venivano convinti dall'agenzia ad investire in pubblicità e che chiaramente non avevano nulla di pronto. Perciò le "regie" assunsero giornalisti e scrittori per elaborare i testi degli annunci: così nacquero i primi "uffici creativi".
Il modello dell'agenzia insieme concessionaria e creativa è rimasto normale solo in Francia. Negli altri paesi nel corso della prima metà del Novecento le due attività si sono separate e si sono distinti due soggetti diversi: le concessionarie di pubblicità e le agenzie pubblicitarie.
Da quando esistono Internet e il Web il mercato della pubblicità digitale ha assunto una dimensione sempre più rilevante e, per taluni prodotti e servizi, oggi è praticamente l'unica tipologia. Tale cambiamento epocale ha costretto gli attori del settore, tra cui le concessionarie, ad adattarsi realizzando radicali cambiamenti.

### In Italia
Anche in Italia le prime concessionarie furono le "regie": la prima concessionaria italiana fu la A. Manzoni & C., fondata nel 1863.
Seguì nel 1886 la filiale italiana della Haasenstein & Vogler. Questa divenne la più grande concessionaria italiana. Nel 1916 cambiò nome in UPI e nel 1945 fu ribattezzata SPI.
Nel 1926 fu costituita la Sipra come concessionaria radiofonica dell'URI e poi dell'EIAR; nel 1954 divenne anche concessionaria televisiva per la RAI.
Nel Dopoguerra la Rezzara Pubblicità gestiva la pubblicità della maggior parte dei periodici italiani, in particolare di quelli Mondadori e Rizzoli. Fra le maggiori riviste solo Selezione aveva un ufficio interno per la vendita degli spazi.
Nel 1954 nacque la SPE di Oscar Maestro, che fu un'altra importante concessionaria editoriale.
Tuttavia, negli stessi anni iniziò la graduale costituzione da parte delle case editrici di concessionarie "di casa" o di uffici interni: già nel 1952 la Mondadori si era costituita un ufficio pubblicità interno, poi nacquero la Publiepi delle Edizioni Paoline e la Publietas de L'Espresso. Nel 1962 anche la Rizzoli si dotò di una propria direzione pubblicitaria. Intanto, nel 1961, il Corriere della Sera si era affidato all'ufficio pubblicitario interno che fino ad allora si era occupato solo dei piccoli annunci. Nel 1972 La Stampa diede in gestione la pubblicità alla Publikompass e nel 1975 la Manzoni divenne la concessionaria di casa de La Repubblica. 
Perciò fra il 1960 e il 1980 erano rimaste solo tre concessionarie importanti: la SPI di Ercole Lanfranchi, la SPE di Oscar Maestro e la Sipra.
La tendenza da parte degli editori a svincolarsi dalle concessionarie esterne è continuata anche nei decenni successivi: il gruppo Mediaset ha costituito la sua concessionaria Publitalia '80, la SPE (ora SpeeD) è diventata la concessionaria di casa del gruppo Poligrafici Editoriale, il gruppo Caltagirone Editore ha acquisito la Piemme, mentre la SPI ha cessato l'attività negli anni novanta.
A partire dagli anni 2000 sono nate le prime concessionarie indipendenti, come ad esempio WebAds, HiMedia, MovingUp, TgAdv, Italiaonline e Visibilia.
Nel campo delle affissioni e della pubblicità dinamica fra le più importanti concessionarie italiane ci sono state la I.G.P. - Impresa Generale Pubblicità, fondata nel 1886 da Fernand du Chêne de Vère a Milano, e la I.G.A.P. - Impresa Generale Affissioni Pubblicità di Roma.
Per quanto riguarda la pubblicità nelle sale cinematografiche, essa è stata dominata per decenni dalla Opus Proclama di Oscar Maestro e dalla Sipra.